# Chełmiec (województwo warmińsko-mazurskie)
Chełmiec (niem. Kolbitzen) – osada w Polsce położona w województwie warmińsko-mazurskim, w powiecie bartoszyckim, w gminie Sępopol. Miejscowość wchodzi w skład sołectwa Śmiardowo.
W latach 1975–1998 miejscowość administracyjnie należała do województwa olsztyńskiego.